# 邁尼特湖
9°28′N 125°31′E / 9.467°N 125.517°E

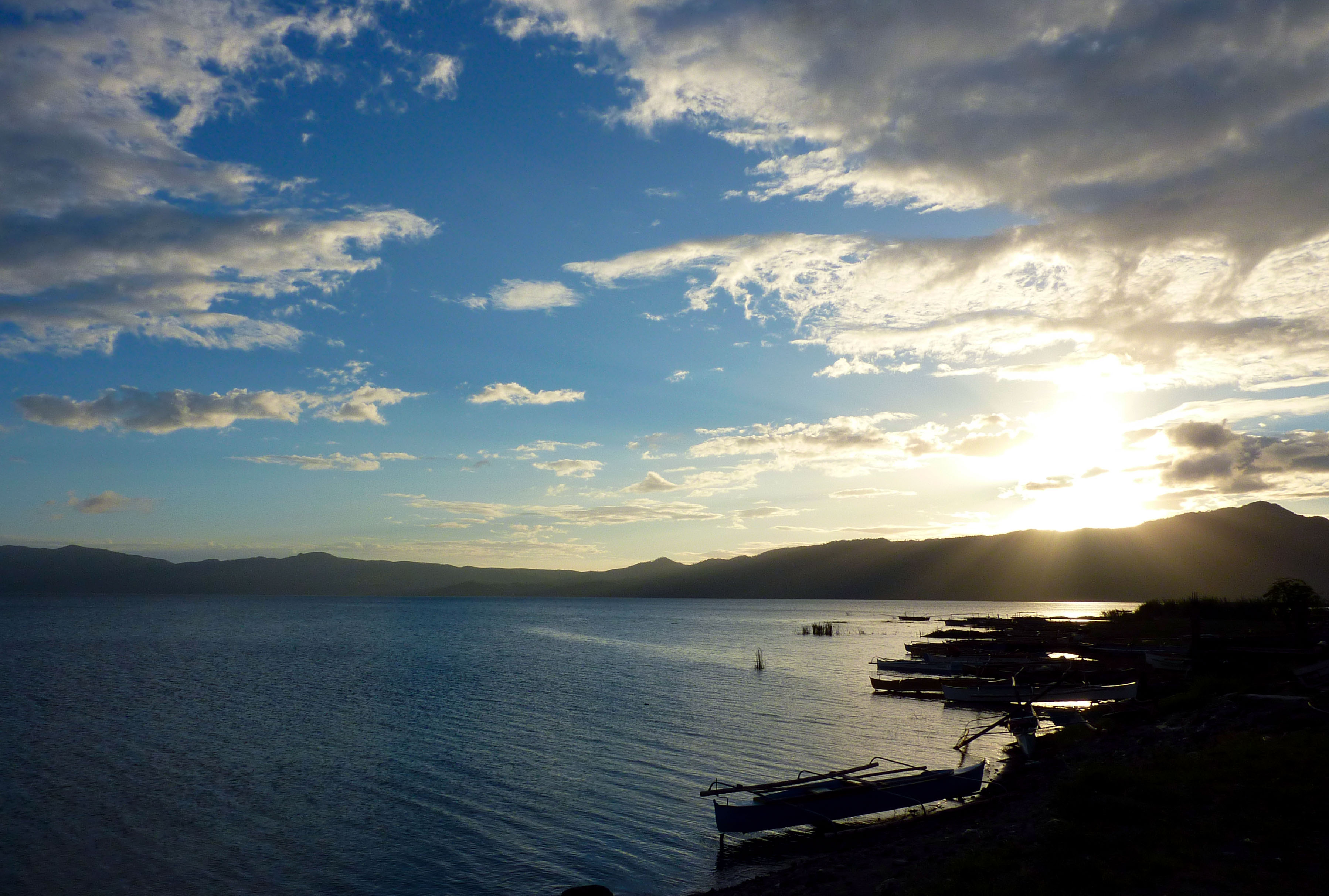

邁尼特湖是菲律賓的湖泊，位於棉蘭老島東北部，長29.1公里，面積173.4平方公里，是該國第四大湖泊，海拔高度42米，平均水深128米，最大水深223米，湖岸線長度62.1公里，蓄水量18立方公里。

## 外部連結
- Lake Mainit
- Lake Mainit Updates （页面存档备份，存于）
- Lake Mainit Development Alliance （页面存档备份，存于）
- LMDA Updates （页面存档备份，存于）
- Lake Mainit Online